# Llandaff

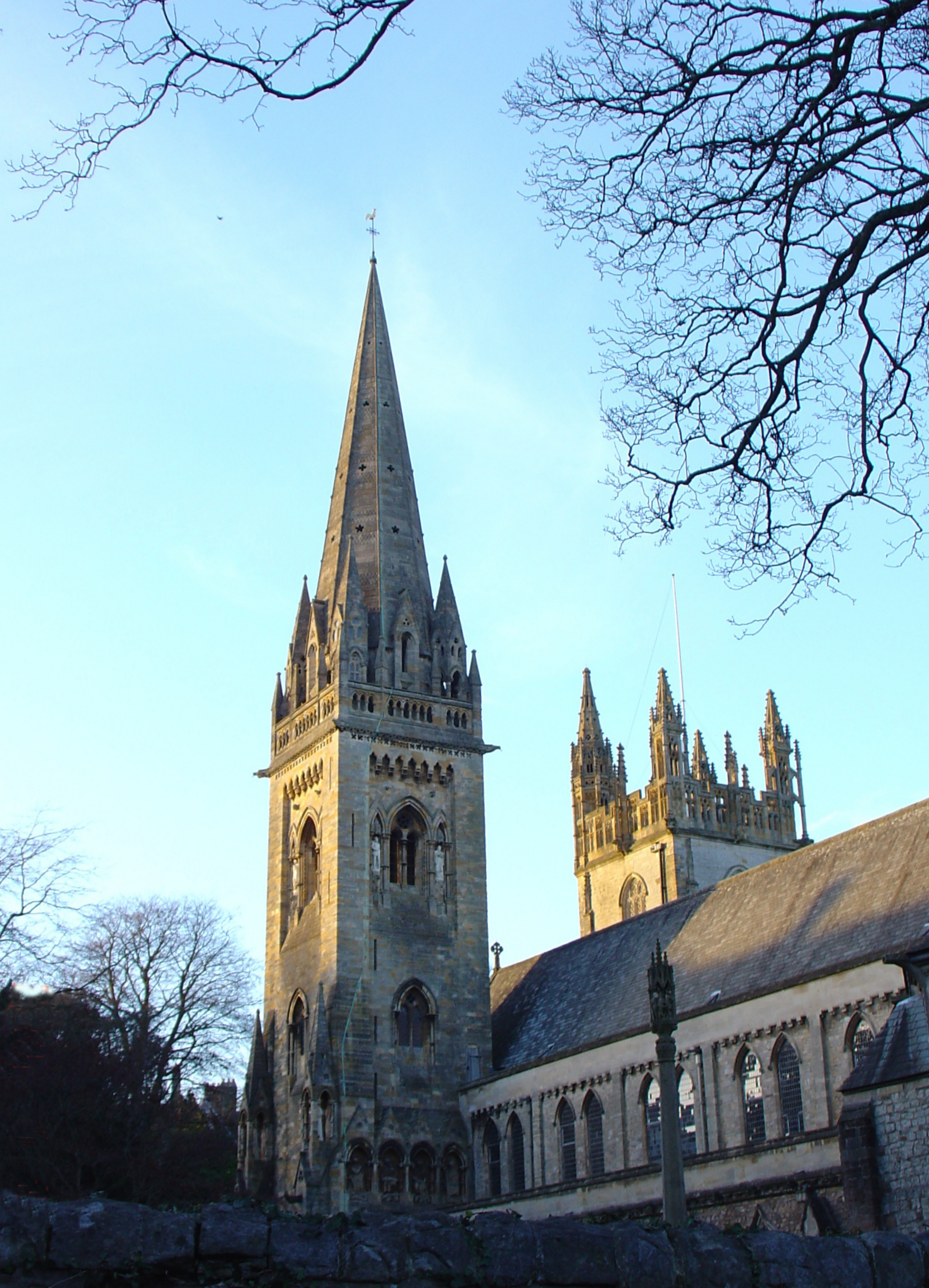
La cathédrale de Llandaff.

Llandaff (forme anglaise) ou Llandaf (en gallois) est une ancienne paroisse du pays de Galles, et le siège d'un évêché médiéval et anglican actuel, aujourd'hui faubourg de Cardiff.
Son nom vient de la rivière Taf qui la traverse.

## Géographie
Llandaff est aujourd'hui insérée à la ceinture urbaine de Cardiff.

## Culture et patrimoine
La ville de Llandaff abrite une cathédrale construite au XIIe siècle et qui est aujourd'hui une des deux cathédrales de Cardiff.

## Personnalités liées à la commune
- Thomas Mathews (1676-1751), amiral de la Royal Navy ;
- Francis Lewis (1713-1803), signataire de la Déclaration d'indépendance des États-Unis d'Amérique ;
- Charlotte Church (née en 1986), chanteuse et présentatrice de télévision ;
- Cheryl Gillan (1952-2021), secrétaire d'État pour le Pays de Galles ;
- Merlyn Oliver Evans (1910-1973), peintre et graphiste ;
- Roald Dahl (né en 1916), auteur de Charlie et la Chocolaterie, Matilda, James et la Grosse Pêche.